# 白孔层孔菌属
白孔层孔菌属（学名：Niveoporofomes）是白肉迷孔菌科下的一个属。

## 下属物种
本属包括以下物种：
- 硬白孔层孔菌 Niveoporofomes spraguei (Berk. & M.A.Curtis) B.K.Cui, M.L.Han & Y.C.Dai